# Jirbet al-Batrauy
Jirbet al-Batrauy o Khirbet al-Batrawy es un yacimiento arqueológico del Bronce Antiguo situado en la gobernación de Zarqa, Jordania.
La ciudad, identificada en 2004, ha sido objeto de investigación desde 2005 por parte de una misión arqueológica de la Universidad de Roma La Sapienza, dirigida por Lorenzo Nigro. Levantada al borde del desierto, prueba que en el III milenio  a. C. los pueblos del Levante Mediterráneo ya vivían en esas áreas. La ciudad fue destruida en 2300 a. C., con la consiguiente caída de las fortificaciones vecinas (el llamado "colapso dominó").
El lugar es un ejemplo de la difusión de la ciudad (mediante contactos de intercambio) de la civilización mesopotámica, incluso fuera de la cuenca del Tigris-Éufrates, entre grupos étnicos indígenas, diferentes de aquellos que la originaron. 
Las excavaciones han sacado a la luz sus imponentes fortificaciones, con la puerta del Bronce Antiguo II, la triple línea de muralla del Bronce Antiguo III, un templo del 'Antiguo Salón' del Bronce Antiguo II-III y, finalmente, un palacio con hallazgos extraordinarios de cuatro hachas de cobre, 120 jarrones enteros y un antiguo torno de alfarero.

## Campañas
Ee las campañas de 2005-2009 en Jirbet al-Batrauy, se identificaron las murallas de la ciudad del Bronce Antiguo II-II (2900-2300 a. C.), la puerta de la ciudad, el templo sobre la terraza oriental y una serie de casas y edificios públicos en el interior de la ciudad, que fue destruida por un violento incendio alrededor del año 2300 a. C. 
Durante la sexta campaña (2010), se sacó a la luz un gran edificio, revelado como el palacio real de la ciudad del Bronce Antiguo IIIB (2500‐2300 a. C.). En su interior se descubrió un gran almacén rectangular (7,5 x 4,9 m) que contenía al menos 20 grandes recipientes para conservación de alimentos y semillas carbonizadas y aproximadamente 120 vasos enteros y objetos de lujo que se encontraban enterrados junto con desechos, ladrillos sin cocer rotos y otros carbonizados. Además se han encontrado elementos de gran valor y antigüedad, junto con muestras paleobotánicas, fundamentales para el estudio de la vida cotidiana en el lugar y su cronología a través de los análisis del carbono-14.
Los muros del entorno, de 0,8 a 0,9 m de grosor, todavía conservaban el yeso de color marfil en su interior, también con fuertes huellas del incendio que acabó con la ciudad en la Edad de Bronce Antigua III,  mientras que el pavimento estaba parcialmente hecho de marga calcárea, en parte del afloramiento rocoso del acantilado. Los grandes recipientes de cerámica para líquidos y granos estaban situados contra las paredes de la sala, con otros vasos de diferentes formas y tamaños apilados a su alrededor con un total de más de 120 completos. Entre estos se encuentran los frascos metálicos con la característica decoración peinada llamada 'patrón de peine', broche de cerámica roja esmaltada y pulida, vasos de cerámica negra esmaltada, tazas y otros vasos en miniatura, obviamente parte de un juego de vajilla. Mientras que los pithoi se alineaban a lo largo de las paredes del almacén conteniendo alimentos (trigo y cebada carbonizados principalmente), los recipientes más pequeños habían sido colocados a sus pies, terminando siendo aplastados en el momento de la conflagración que interrumpió la vida de la próspera ciudad. 
En el sector central del almacén se han encontrado los hallazgos más valiosos: una gran copa globular de esmaltado blanco sobre un pie de cerámica vidriada acanalada roja, muy probablemente un vaso ceremonial del servicio real, inspirads en prototipos metálicos. Del mismo sector huesos de animales trabajados, incluyendo una especie de pequeña daga ceremonial, que atestigua la existencia y el acaparamiento de artículos de lujo, incluso de pequeñas dimensiones, en el almacén. Uno de los hallazgos más raros realizados en el almacén es un torno de alfarero, que consiste en una base de piedra caliza y dos discos de basalto. El disco superior o volante está finamente trabajado con un diámetro de 28 cm; giraba sobre un cilindro de diámetro más pequeño que a su vez estaba fijo en el bloque de piedra caliza que servía de base. El descubrimiento de este instrumento en un contexto palatino suscita un gran interés, ya que es precisamente en la Edad de Bronce Antigua III cuando en el Levante hay una estandarización progresiva de la producción de cerámica con un uso más frecuente del torno; una transformación en la realización de cerámica que probablemente fue causada por el control directo palatino de la producción de vasos. Esta hipótesis, avanzada en el sitio contemporáneo de Jirbet Yarmouk, parece encontrar una confirmación inesperada pero convincente en Batrawy, en un área aparentemente periférica del Levante.

### Hacha de cobre
El hallazgo más significativo se hizo en el sector central de la sala, a poca distancia de donde estaba situado el vaso ceremonial. Son cuatro hachas de cobre que habían sido ocultadas en el suelo rocoso. Solo una de ellas parece usada y las otras, no, lo que probablemente significa que eran utilizadas simplemente con una función simbólica de poder.
Hasta ahora, de toda Palestina y Jordania del mismo período, solo se conocían otros cinco tipos de hachas de cobre y, en general, poco más de una docena de objetos del mismo metal. Además, una expedición de la Universidad de San Diego (California) identificó minas de cobre en el Uadi Feinan (al sur del Mar Muerto, a lo largo del Valle de Arabah, en Jirbat Hamra Ifdan), donde se extraía  mineral hace unos años, se preelaboraba para luego ser comercializado más al norte. Es por ello que el descubrimiento del almacén del palacio de Batrawy ofrecena oportunidad extraordinaria para verificar esta hipótesis.